# ناترا
ناترا (انگلیسی: Natra) شرکت صنایع غذایی اسپانیایی است، که در سال ۱۹۴۳ تأسیس شد.